# Johann August Grunert
Johann August Grunert (Halle (Saale), 7 de fevereiro de 1797 – Greifswald, 7 de junho de 1872) foi um matemático alemão.

## Formação e carreira
Grunert começou a estudar arquitetura em 1815 na Universidade de Halle, mas voltou-se para a matemática devido às aulas de Johann Friedrich Pfaff. Após um período de estudos com Carl Friedrich Gauss em Göttingen retornou para Halle, onde obteve um doutorado em 1820. De 1821 a 1828 lecionou no ginásio em Torgau, depois até 1833 em Brandenburg, tornando-se em 1833 professor de matemática na Universidade de Greifswald, onde permaneceu pelo resto de sua vida.
Lecionou também na Königliche Staats- und landwirtschaftliche Akademie Eldena. Em 1842 foi membro correspondente da Academia de Ciências da Baviera.

## Obras
- Die Kegelschnitte (Leipzig 1823)
- Die Statik fester Körper (Halle 1826); Supplemente zu Klügels
- Wörterbuch der reinen Mathematik (Leipzig 1833–1836, 2 Bde.), das er auch von T an zu Ende führte
- Elemente der Differential- und Integralrechnung (Leipzig 1837, 2 Tle.) Digitalisat
- Elemente der ebenen, sphärischen und sphäroidischen Trigonometrie (Leipzig 1837)
- Leitfaden für den ersten Unterricht in der höhern Analysis (Leipzig)
- Elemente der analytischen Geometrie (Leipzig 1839, 2 Bde.)
- Lehrbuch der Mathematik und Physik für staats- und landwirtschaftliche Lehranstalten (Leipzig 1841–50, 3 Bde.)
- Optische Untersuchungen (Leipzig 1846–51, 3 Bde.)
- Beiträge zur meteorologischen Optik und zu verwandten Wissenschaften (Leipzig 1850, Teil 1)
- Loxodromische Trigonometrie (Leipzig 1849)
- Geometrie der Ebene und des Raums (Greifswald 1857)
- Theorie der Sonnenfinsternisse (Wien 1855)